# Terremoto delle Isole Andreanof del 1957
Il terremoto delle Isole Andreanof del 1957 fu un evento sismico di magnitudo 8,6 che colpì le isole Andreanof, facenti parte dell'allora territorio statunitense dell'Alaska, il 9 marzo 1957 alle 14:22 UTC+0. Il sisma innescò un maremoto con onde alte fino a 32 m sulle coste dell'Alaska e fino a circa 10 m sulle coste delle Hawaii, e provocò danni per circa 5 milioni di dollari alle Hawaii, nonché due morti indirette.

## Il sisma e il maremoto

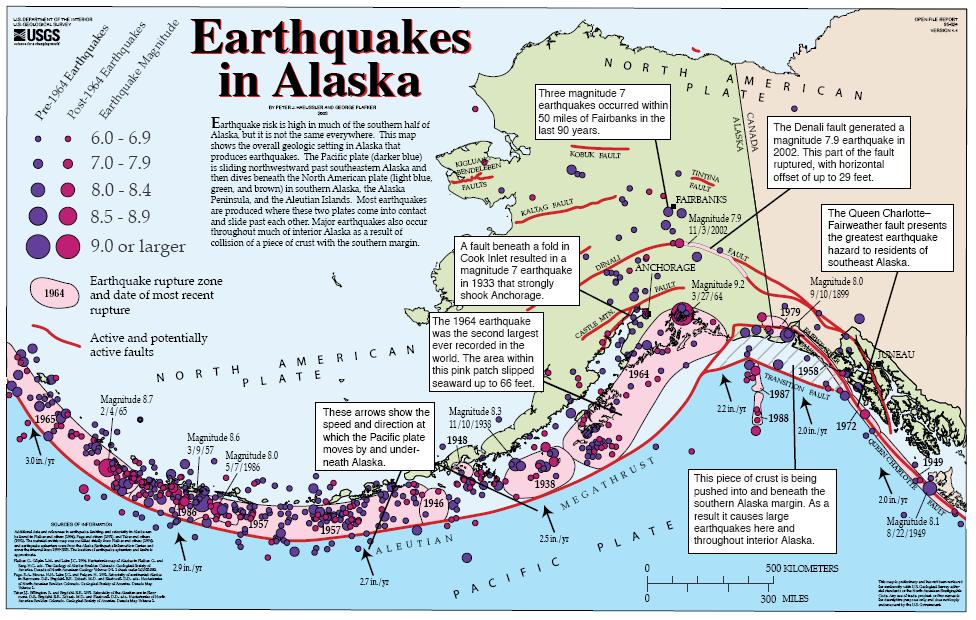
Mappa mostrante la tettonica e la sismicità dell'Alaska.

Le Isole Andreanof sono un gruppo di isole di origine vulcanica appartenenti all'arcipelago delle Aleutine, nate dalla subduzione della placca pacifica sotto quella nordamericana. Lungo tutto l'arco delle Aleutine, che ci estende per circa 3000 km, c'è sempre stata attività vulcanica e ci sono stati molti megasismi.
Il sisma, che si verificò il 9 marzo 1957 alle 14:22 UTC+0, venne causato da una rottura lungo 1200 km della faglia tra le due placche, risultando la più lunga mai osservata nell'arcipelago e al mondo. L'epicentro del terremoto è stato localizzato poco a sud delle isole Andreanof, mentre l'ipocentro è stato localizzato a una profondità di circa 25 km. I maggiori danni si ebbero sull'isola di Adak, con fratture lungo le strade, edifici distrutti e due ponti crollati, mentre sull'isola di Umak una parte del porto venne distrutta. Più di 300 scosse di assestamento vennero registrate dopo la scossa principale.
Il sisma causò un maremoto con onde alte fino a 32 m, osservate lungo le coste dell'arcipelago. Onde di maremoto alte circa 10 m raggiunsero le isole Hawaii, causando danni per circa 5 milioni di dollari, inclusa la distruzione di due villaggi. Ci furono due vittime indirette del terremoto nei pressi dell'isola hawaiana di Oahu, dove un piccolo aereo, che stava seguendo l'arrivo del maremoto, precipitò uccidendo il pilota e il giornalista a bordo, mentre il fotografo rimase ferito. Le onde si propagarono per tutto l'oceano Pacifico, raggiungendo le coste del Giappone, le coste occidentali del Canada e degli Stati Uniti, così come le isole oceaniane e le coste dell'America centrale e meridionale fino al Cile.
Sebbene non ufficialmente confermata, venne riportata anche la notizia del risveglio del monte Vsevidof, che avrebbe eruttato poco dopo il terremoto, dopo essere rimasto dormiente per 200 anni.